# Baler
Baler – miasto i gmina na Filipinach. W 2015 roku liczyło 39 562 mieszkańców. Ośrodek administracyjny prowincji Aurora.